# Karl-Gustaf Derman
Karl-Gustaf Derman, född 15 januari 1928 i Göteborg, död 30 oktober 2008 i Harestad, var en svensk ingenjör och uppfinnare.
Karl-Gustaf Derman var son till metallarbetaren Einar Olsson (1899–1963) och Maria Elisabet Guldström (1906–1991). 
Han arbetade som ingenjör på SKF i Göteborg 1943–1970. Han utvecklade där 1957 en enkel axeltätning, som han kallade ”O-ring på kona”. Han utvecklade senare också, tillsammans med kollegan Sven-Erik Malmström, en tätning för kullager, V-ringen.
Han verkade från 1970 som uppfinnare i den egna firman KG Derman AB med fler än 60 patent inom flera områden, bland andra "ryckdämparen" av gummi till förtöjningstampar för båtar, en tätning av båtmotorer mot saltvatteninträngning i propelleraxeln och en teknik för att spräcka berg med hjälp av hydraultryck i stället för explosiva ämnen, kallad Dermanite.. Hans sista patenterade uppfinning var det i november 2007 patentsökta kullagret "Deringen". 
Karl-Gustaf Derman fick Polhemspriset 2007 för "en serie innovationer inom marin, maskin- och byggnadsteknik".